# خداشناسی سازمان‌یافته
خداشناسی سازمان‌یافته، خداشناسی سامان‌مند یا الهیات سازمان‌یافته (به انگلیسی: Systematic theology)، رشته‌ای از الهیات مسیحی است که گزارشی منظم، منطقی و یکپارچه از آموزههای ایمان مسیحی را تدوین می‌کند. این کتاب به موضوع‌هایی مانند آنچه کتاب مقدس دربارهٔ موضوع‌های ویژه می‌آموزد یا آنچه دربارهٔ خدا و جهان او صادق است می‌پردازد. همچنین بر اساس رشته‌های کتاب مقدس، تاریخ کلیسا، و همچنین الهیات کتاب مقدس و تاریخی است. خداشناسی سازمان‌یافته وظایف خود را بادیگر رشته‌ها مانند خداشناسی سازنده، جزم‌شناسی، اخلاق، دفاعیات دینی و فلسفه دین به اشتراک می‌گذارد.